# Maast-et-Violaine
Maast-et-Violaine es una comuna francesa situada en el departamento de Aisne, de la región de Alta Francia.

## Geografía
Está ubicada a 14 al sureste de Soissons.

## Demografía
| 213 | 194 | 143 | 159 | 157 | 155 | 160 | 146 |
| Para los censos de 1962 a 1999 la población legal corresponde a la población sin duplicidades (Fuente: INSEE [Consultar]) |     |     |     |     |     |     |     |